# Evangelischer Arbeitskreis

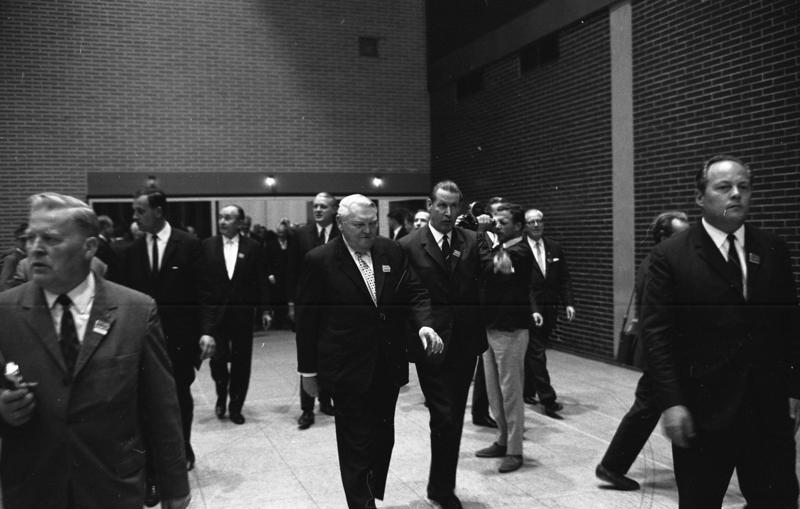
Der Arbeitskreis 1966 in Bochum: in der Mitte Bundeskanzler Ludwig Erhard (links) mit Gerhard Schröder

Der Evangelische Arbeitskreis (EAK) ist eine Vereinigung von CDU und CSU. Sie ist die Vertretung der evangelischen Mitglieder und dient dem Dialog mit den evangelischen Kirchen.

## Ziele
Innerhalb der Unionsparteien besteht ein strukturelles Übergewicht katholischer Mitglieder. Gerade in den Anfangsjahren der Bundesrepublik spielten konfessionelle Unterschiede noch eine wichtige Rolle. Daher verfolgte der EAK durch seine Arbeit vor allem drei Ziele: Einerseits wollten die evangelischen Unionspolitiker auf protestantische Wähler einwirken und dort die Wahlchancen der Partei verbessern. So sollte insgesamt in der Öffentlichkeit der interkonfessionelle Charakter der Union besser sichtbar werden. Andererseits wurde die Wahrung des konfessionellen Proporzes innerhalb der Unionsparteien verfolgt. Zudem diente die Organisation auch der Selbstvergewisserung der Protestanten in einem überwiegend katholischen Umfeld. Heute sieht der EAK seine Aufgaben darin, Ansprechpartner für die evangelischen Kirchen zu sein und kirchennahen protestantischen Wählern ein Forum zu bieten.

## Geschichte
Der EAK wurde 1952 auf Betreiben von Hermann Ehlers in Siegen gegründet. Der konkrete Anlass war die Auseinandersetzung zwischen Konrad Adenauer und Gustav Heinemann um die Frage der Wiederbewaffnung. Heinemann war als Innenminister zurückgetreten und schien die CDU durch die Gründung der Gesamtdeutschen Volkspartei (GVP) ernsthaft herauszufordern. Er war gleichzeitig Präses der Synode der EKD und damit einer der führenden evangelischen Repräsentanten in Deutschland. Dies beunruhigte die protestantischen Unionspolitiker. Das Scheitern der Gesamtdeutschen Volkspartei bei der Bundestagswahl 1953 wurde in der Union auch als Erfolg des neu entstandenen EAK gesehen. In der Zeit des Vorsitzes von Gerhard Schröder erhielt der EAK weithin Beachtung, da Schröder als potenzieller Nachfolger Adenauers galt. Mit der zunehmenden Säkularisierung seit Ende der 1960er Jahre kam es zu einer Änderung des Selbstverständnisses des EAK. Damit einhergegangen ist ein relativer Bedeutungsverlust der Organisation. Seit Gerhard Schröder hat kein Politiker der Union mehr das Vorsitzendenamt übernommen, der zum Zeitpunkt seines Vorsitzes bereits bedeutenden Einfluss hatte. Bundesgeschäftsführer des Arbeitskreise von 1968 bis 1979 war Peter Egen (1936–2024; ab 1979 Hauptgeschäftsführer vom Verband der Deutschen Heimtextilien-Industrie).
Seit 2004 verleiht der EAK die Hermann-Ehlers-Medaille an Persönlichkeiten aus Kirche und Politik, die sich in besonderer Weise Verdienste in evangelischer Verantwortung vor Gott und den Menschen erworben haben. Preisträger 2007 war der Ratsvorsitzende der EKD Bischof Wolfgang Huber.

## Vorsitzende
- 1952–1954 Hermann Ehlers
- 1954–1955 Robert Tillmanns
- 1955–1978 Gerhard Schröder
- 1978–1983 Roman Herzog
- 1984–1990 Albrecht Martin
- 1990–1992 Peter Hintze
- 1992–1993 Angela Merkel
- 1993–2003 Jochen Borchert
- 2003–0000 Thomas Rachel